# アストンマーチャン
アストンマーチャン（欧字名:Aston Machan、2004年3月5日 - 2008年4月21日）は、日本の競走馬。
未勝利戦から3連勝、重賞2連勝で臨んだ阪神ジュベナイルフィリーズでは、後の顕彰馬ウオッカにクビ差の2着。桜花賞では、後にGI級競走4勝を挙げるダイワスカーレットを上回り、ウオッカに続いて2番人気に評価されていた。桜花賞敗退後は、短距離路線に転進した。
スプリンターズステークスでは、古馬相手に逃げ切ってJRAGIタイトルに到達。1992年ニシノフラワー（1992年当時は12月開催）以来、グレード制導入後史上2例目となる3歳牝馬のスプリンターズステークス優勝を果たした。
流行のサンデーサイレンスを血統に持ち合わせていないことから、繁殖牝馬としても期待されていたが、競走馬として迎えた4歳春、原因不明のX大腸炎に冒され、急性心不全で早世した。
その他の勝ち鞍に、2007年のフィリーズレビュー（JpnII）、2006年のファンタジーステークス（GIII）、小倉2歳ステークス（GIII）。

## 生涯

### デビューまで
ラスリングカプスは、アメリカで生産されたのち日本に渡ったウッドマン産駒で、競走馬として1997年までに15戦3勝の成績を残し、繁殖牝馬となった。2003年には引退直後の新種牡馬アドマイヤコジーンが配合。2004年3月5日、北海道千歳市の社台ファームにて鹿毛の牝馬（後のアストンマーチャン）が誕生する。直後に、1歳上の兄の管理が内定していた栗東トレーニングセンター所属の調教師の石坂正が対面、産まれた仔への評価は高かったが、すぐにその場で管理を申し出るほどの手応えではなかった。
アドマイヤコジーンの初年度産駒ゆえに、特徴をつかみにくく買い手がつかない危険もあったが、女性医師の戸佐眞弓の所有が決定、戸佐にとって自身2頭目の所有馬であった。巡り巡って石坂が管理することが決定した。牧場では「優等生」であったという。特にアクシデントなく成長していった。
戸佐により、イギリス製の自動車ブランドである「アストンマーティン」に戸佐の学生時代の愛称「マーちゃん」を掛け合わせて「アストンマーチャン」という競走馬名が与えられた。なお、馬名登録の際には「サーキット名」に「人名愛称」を組み合わせたものと説明して、審査を通過した。

### 2歳（2006年）
2006年7月22日、小倉競馬場の新馬戦（芝1200メートル）でデビュー。武豊が騎乗し2番人気で出走したが、1番人気のシャルマンレーヌにクビ差振り切られ2着に敗れた。武は外に斜行したことに敗因を求め、石坂は斜行について、ターフビジョンに映る姿に驚いたと分析している。同じく小倉、8月6日の未勝利戦（芝1200メートル）で和田竜二に乗り替わり、単勝オッズ1.3倍の1番人気に支持されて出走。2番手から逃げ馬を半馬身かわして初勝利を挙げた。
9月3日の小倉2歳ステークス（GIII）では、鮫島良太に乗り替わり単勝3番人気で出走。外枠から2番手に位置、最終コーナーで先頭に立ち、後方に2馬身半の差をつけて先頭で入線し、重賞初勝利を果たした。デビュー2年目の鮫島、産駒デビュー初年度のアドマイヤコジーンにとっても初の重賞タイトルであった。

小倉3戦の疲労から、宮城県山元町の山元トレーニングセンターで2か月の放牧となった。この間に石坂はアストンマーチャンの内面と外面が一変したことを認めている。11月5日のファンタジーステークス（GIII）で復帰、武に再び乗り替わり3番人気で出走した。中団の位置から、第3コーナーから進出。最終コーナーを3番手で通過し、手応え十分のまま直線に入った。残り200メートルで共に追い上げたイクスキューズ、逃げたアドマイヤプルートの3頭で並んだが、アストンマーチャンが差を広げて独走。決勝線通過する頃には、2番手のイクスキューズに5馬身差をつけていた。走破タイムの1分20秒3は、ファンタジーステークスレコードを0.9秒更新、JRA2歳レコードを0.5秒更新したものであり、重賞連勝となった。
続いて、12月3日の阪神ジュベナイルフィリーズ（GI）に進み、単勝1.6倍の1番人気に支持された。続く2番人気のルミナスハーバーが8.9倍であったことから、多くがアストンマーチャンを推す状況であった。スタートから馬場の内側3番手に位置し、直線で先頭に立った。残り200メートルで後方におよそ3馬身離す独走態勢であったが、外から追い上げる4番人気ウオッカが迫り来て、決勝線を2頭並んで通過した。しかし、ウオッカのクビ差先着が認められ、2着に敗れた。レース後放牧に出された。
年末のJRA賞選考では、JRA賞最優秀2歳牝馬部門で289票中16票を集めていたが、ウオッカが271票を獲得し、JRA賞最優秀2歳牝馬を受賞している。

### 3-4歳（2007-08年）

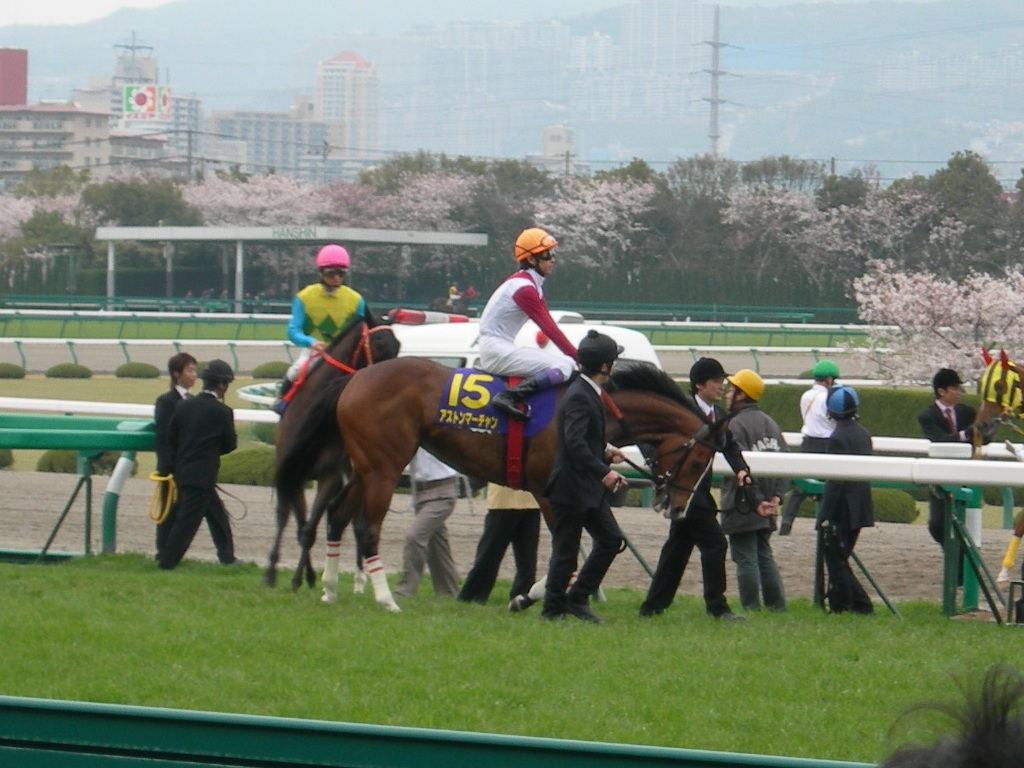
桜花賞の本馬場入場

3歳となった2007年3月11日、桜花賞のトライアル競走であるフィリーズレビュー（JpnII）で始動、ウオッカなど有力なライバルがチューリップ賞（GIII）に進んだこともあり、単勝オッズ1.1倍の1番人気に推された。3,4番手から直線で抜け出し、後方に2馬身半差をつけて勝利。続く桜花賞（JpnI）では、ウオッカに次ぐ2番人気で出走。コーナーリングで2番手に浮上したが、伸びることなく、ウオッカと3番人気ダイワスカーレットの争いに1秒遅れた7着に敗れた。武は「全身に力を入れていた分、いつものフォームで走れてなかった」とし、担当調教助手の上田和也は、直前の食欲と、体調面に敗因を求めている。その後、石坂は適性が短距離にあると断定し、秋のスプリンターズステークスに目標を据え、NHKマイルカップ、優駿牝馬（オークス）は回避、社台ファームへ放牧に出た。

スプリンターズステークスの前哨戦として、8月12日の北九州記念（JpnIII）を選択。古馬との初顔合わせとなったが、単勝1.8倍の1番人気に支持された。岩田康誠の騎乗により好位に取り付いたが、直線で伸びず6着に敗れた。
続いて、9月30日のスプリンターズステークス（GI）に出走。石坂は、出走に際して1日1本の坂路調教を2本に増やして身体面の強化に努め、当日の馬体重は前走から10キログラム増加させることに成功した。武が春の高松宮記念優勝馬スズカフェニックスに騎乗するため、石坂は鞍上にベテランの中舘英二を起用、スズカフェニックスが2番人気、アストンマーチャンは3番人気であった。
雨中の不良馬場にスピードを十分に発揮できないと考えた石坂は、中舘に「この馬場だから内も外も関係ない。駄目でもいいから内を回ってこい」と指示した。その通りに、好スタートを切るローエングリンを上回り、馬場の内側先頭に立ち、後方に3馬身離す逃げを展開した。後方が迫り来ないまま、独走状態で直線に進入。アストンマーチャン自身は加速することはなかったが、中舘の左ムチに応えて粘り、追い上げる後方勢を4分の3馬身離して決勝線を通過した。入線後、中舘は右手でガッツポーズを見せた。アストンマーチャンはGI初勝利、重賞4勝目。GI昇格後では、1992年ニシノフラワー以来、史上2例目となる3歳牝馬の優勝を果たした。また中舘はヒシアマゾンで制した1994年のエリザベス女王杯以来のGI勝利、石坂はダイタクヤマトで制した2000年以来のスプリンターズステークス勝利であった。
10月27日のスワンステークス（GII）では、最後は失速して14着。香港スプリント（G1）に予備登録を行っていたが、10月23日に馬インフルエンザの影響で検疫期間が1ヶ月かかることから回避し、放牧に出された。4歳となった2008年、2月10日のシルクロードステークス（GIII）で復帰。武に再び乗り替わり、1番人気に推されたが10着に敗退。続いて高松宮記念（GI）を目指していた。

### 死亡
高松宮記念をおよそ1か月後に控えた3月3日、体調を崩したことから、高松宮記念を回避することが発表。それから、原因不明の大腸炎であるX大腸炎を発症し、栗東トレーニングセンター競走馬診療所に入院した。しかし、4月21日、急性心不全により死亡。石坂が最期を見届けた。石坂は「スプリンターズステークスは勝ったがその後の管理が悪く、ストレスが原因で病気になってしまった」と悔やんでいる。

## 競走成績
以下の内容は、JBISサーチおよびnetkeiba.comに基づく。
| 競走日     | 競馬場 | 競走名          | 格     | 距離（馬場）  | 頭 数 | 枠 番 | 馬 番 | オッズ （人気） | 着順 | タイム （上り3F） | 着差 | 騎手      | 斤量 [kg] | 1着馬（2着馬）         | 馬体重 [kg] |
| ---------- | ------ | --------------- | ------ | ------------- | ----- | ----- | ----- | --------------- | ---- | ----------------- | ---- | --------- | --------- | ---------------------- | ----------- |
| 2006.07.22 | 小倉   | 2歳新馬         |        | 芝1200m（良） | 13    | 3     | 3     | 002.60（2人）   | 02着 | R1:08.2（34.3）   | -0.0 | 0武豊     | 54        | シャルマンレーヌ       | 462         |
| 0000.08.06 | 小倉   | 2歳未勝利       |        | 芝1200m（良） | 13    | 1     | 1     | 001.30（1人）   | 01着 | R1:08.9（35.3）   | -0.1 | 0和田竜二 | 54        | （アントラン）         | 468         |
| 0000.09.03 | 小倉   | 小倉2歳S        | GIII   | 芝1200m（良） | 14    | 7     | 12    | 005.00（3人）   | 01着 | R1:08.4（35.9）   | -0.4 | 0鮫島良太 | 54        | （ニシノマオ）         | 466         |
| 0000.11.05 | 京都   | ファンタジーS   | GIII   | 芝1400m（良） | 14    | 7     | 12    | 004.80（3人）   | 01着 | R1:20.3（33.6）   | -0.8 | 0武豊     | 54        | （イクスキューズ）     | 460         |
| 0000.12.03 | 阪神   | 阪神JF          | GI     | 芝1600m（良） | 18    | 5     | 9     | 001.60（1人）   | 02着 | R1:33.1（34.5）   | -0.0 | 0武豊     | 54        | ウオッカ               | 460         |
| 2007.03.11 | 阪神   | フィリーズR     | JpnII  | 芝1400m（良） | 16    | 6     | 12    | 001.10（1人）   | 01着 | R1:21.8（35.0）   | -0.4 | 0武豊     | 54        | （アマノチェリーラン） | 466         |
| 0000.04.08 | 阪神   | 桜花賞          | JpnI   | 芝1600m（良） | 18    | 7     | 15    | 005.20（2人）   | 07着 | R1:34.9（34.9）   | -1.2 | 0武豊     | 55        | ダイワスカーレット     | 468         |
| 0000.08.12 | 小倉   | 北九州記念      | JpnIII | 芝1200m（良） | 16    | 4     | 7     | 001.80（1人）   | 06着 | R1:08.1（35.7）   | -0.4 | 0岩田康誠 | 53        | キョウワロアリング     | 476         |
| 0000.09.30 | 中山   | スプリンターズS | GI     | 芝1200m（不） | 16    | 4     | 7     | 005.60（3人）   | 01着 | R1:09.4（36.3）   | -0.1 | 0中舘英二 | 53        | （サンアディユ）       | 486         |
| 0000.10.27 | 京都   | スワンS         | GII    | 芝1400m（稍） | 18    | 3     | 6     | 003.60（1人）   | 14着 | R1:22.3（37.1）   | -1.6 | 0中舘英二 | 55        | スーパーホーネット     | 482         |
| 2008.02.10 | 京都   | シルクロードS   | GIII   | 芝1200m（稍） | 16    | 6     | 12    | 002.50（1人）   | 10着 | R1:10.0（36.3）   | -0.9 | 0武豊     | 56        | ファイングレイン       | 484         |

- タイム欄のRはレコード勝ちを示す

## 血統表
| アストンマーチャンの血統        | アストンマーチャンの血統             | アストンマーチャンの血統 | （血統表の出典）    | （血統表の出典）  |
| 父系                            | カロ系                               | カロ系                   | カロ系              | [ § 2 ]           |
| 父 アドマイヤコジーン 1996 芦毛 | 父の父Cozzene 1980 芦毛              | Caro                     | *フォルティノ       | *フォルティノ     |
| 父 アドマイヤコジーン 1996 芦毛 | 父の父Cozzene 1980 芦毛              | Caro                     | Chambord            |                   |
| 父 アドマイヤコジーン 1996 芦毛 | 父の父Cozzene 1980 芦毛              | Ride the Trails          | Prince John         | Prince John       |
| 父 アドマイヤコジーン 1996 芦毛 | 父の父Cozzene 1980 芦毛              | Ride the Trails          | Wildwook            |                   |
| 父 アドマイヤコジーン 1996 芦毛 | 父の母アドマイヤマカディ 1991 栗毛   | *ノーザンテースト        | Northern Dancer     | Northern Dancer   |
| 父 アドマイヤコジーン 1996 芦毛 | 父の母アドマイヤマカディ 1991 栗毛   | *ノーザンテースト        | Lady Victoria       |                   |
| 父 アドマイヤコジーン 1996 芦毛 | 父の母アドマイヤマカディ 1991 栗毛   | *ミセスマカディー        | *トライバルチーフ   | *トライバルチーフ |
| 父 アドマイヤコジーン 1996 芦毛 | 父の母アドマイヤマカディ 1991 栗毛   | *ミセスマカディー        | Hanina              |                   |
| 母 ラスリングカプス 1993 黒鹿毛 | 母の父Woodman 1983 栗毛              | Mr. Prospector           | Raise a Native      | Raise a Native    |
| 母 ラスリングカプス 1993 黒鹿毛 | 母の父Woodman 1983 栗毛              | Mr. Prospector           | Gold Digger         |                   |
| 母 ラスリングカプス 1993 黒鹿毛 | 母の父Woodman 1983 栗毛              | *プレイメイト            | Buckpasser          | Buckpasser        |
| 母 ラスリングカプス 1993 黒鹿毛 | 母の父Woodman 1983 栗毛              | *プレイメイト            | Intriguing          |                   |
| 母 ラスリングカプス 1993 黒鹿毛 | 母の母*フィールディ Fieldy 1983 鹿毛 | Northfields              | Northern Dancer     | Northern Dancer   |
| 母 ラスリングカプス 1993 黒鹿毛 | 母の母*フィールディ Fieldy 1983 鹿毛 | Northfields              | Little Hut          |                   |
| 母 ラスリングカプス 1993 黒鹿毛 | 母の母*フィールディ Fieldy 1983 鹿毛 | Gramy                    | Tapioca             | Tapioca           |
| 母 ラスリングカプス 1993 黒鹿毛 | 母の母*フィールディ Fieldy 1983 鹿毛 | Gramy                    | Gracile             |                   |
| 母系(F-No.)                     | (FN:2-n)                             | (FN:2-n)                 | (FN:2-n)            | [ § 3 ]           |
| 5代内の近親交配                 | Northern Dancer 4×4                  | Northern Dancer 4×4      | Northern Dancer 4×4 | [ § 4 ]           |
| 出典                            | 1. 2. 3. 4.                          | 1. 2. 3. 4.              | 1. 2. 3. 4.         | 1. 2. 3. 4.       |

- 全妹ジャジャマーチャン産駒の甥トゥラヴェスーラは2023年高松宮記念3着馬。